# Michael Michalak

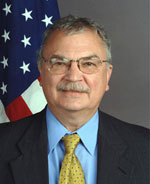
Michael W. Michalak. Hình của Bộ Ngoai giao Hoa Kỳ

Michael Michalak làm Đại sứ của Hoa Kỳ tại Việt Nam từ ngày 24 tháng 5 năm 2007 thay ông Michael Marine.
Sinh ra tại Detroit, Michigan, Michalak đã nhận bằng cử nhân khoa học từ Đại học Oakland ở Rochester, Michigan, và thạc sĩ khoa học vật lý ở Đại học Công giáo (Catholic University) của Mỹ tại Washington, D.C.. Ông đã nhận được bằng cao học thứ hai về hành chính công cộng tại John F. Kennedy School of Government tại Đại học Harvard ở Cambridge, Massachusetts.
Ông là nhà ngoại giao chuyên nghiệp, thông thạo 3 thứ tiếng Trung Quốc, tiếng Pháp và tiếng Nhật, ông đã làm việc 32 năm tại Bộ Ngoại giao Hoa Kỳ, từng làm việc tại Úc, Pakistan, Trung Quốc. 
Ông đã nhậm chức đại sứ Hoa Kỳ tại Việt Nam ngày 10 tháng 8 năm 2007. Ông đã là quan chức cấp cao của Hoa Kỳ đến dự hội nghị APEC từ tháng 11 năm 2005 đến khi được bổ nhiệm làm đại sứ tại Việt Nam. Trước đó ông là Phó đại sứ của Đại sứ quán Mỹ tại Tokyo.
Michalak đã làm việc cho Bộ Ngoại giao Hoa Kỳ hơn 30 năm và là người nhận giải vì những đóng góp của ông trong thời kỳ khủng hoảng khi Đại sứ quán Mỹ tại Islamabad bị thiêu rụi.